# Verhütungsring

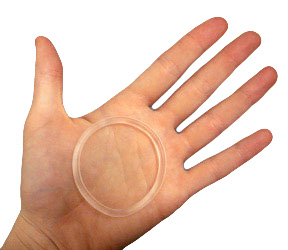
NuvaRing

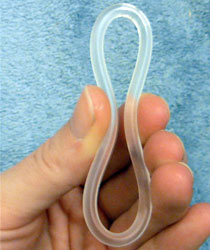
Der NuvaRing ist verformbar.

Der Verhütungsring oder auch Vaginalring bzw. Monatsring genannt, ist ein Verhütungsmittel, welches mit Hormonen den Eisprung verhindert. Der Ring aus Kunststoff wird in die Vagina eingeführt und nach drei Wochen wieder entfernt. In den folgenden sieben Tagen ohne Ring setzt eine menstruationsähnliche Blutung ein. Derzeit sind zwei in Deutschland zugelassene Vaginalringe erhältlich, der NuvaRing von MSD und Circlet von Pfizer. Beide enthalten Etonogestrel und Ethinylestradiol.

## Wirkung
Die vom Ring kontinuierlich abgegebenen Hormone gehören wie bei der Antibabypille zu den Estrogenen und Gestagenen. Sie werden lokal von der Vaginalschleimhaut aufgenommen. Der Vaginalring ist mit einem Pearl-Index von 0,25 bis 1,18 fast so sicher wie die Pille. Er ist in Deutschland, der Schweiz und in Österreich rezeptpflichtig.
Durch die Abgabe von Estrogenen und Gestagenen wird der Eisprung verhindert. Täglich werden etwa 15 Mikrogramm des Östrogens Ethinylestradiol und 120 Mikrogramm des Gelbkörperhormons Etonogestrel abgegeben. Das Gestagen verhindert die Verflüssigung des Muttermundschleims und das Eindringen der Spermien wird erschwert. Die Gebärmutterschleimhaut wird so verändert, dass sich eine befruchtete Eizelle nicht in ihr einnisten kann. Die Wirkung des Vaginalrings entspricht auf hormonellem Niveau also der Wirkung der Pille.

## Anwendung
Der Verhütungsring wird immer am gleichen Wochentag und zur gleichen Uhrzeit eingeführt und nach 21 Tagen wieder zur gleichen Uhrzeit entfernt. Er wird wie ein Tampon in die Scheide eingeführt. Nach den 21 Tagen folgt eine 7-tägige Pause bis zur nächsten Anwendung mit einem neuen Ring. Das plötzliche Ausbleiben der Hormone in der Pause führt zu einer menstruationsähnlichen Hormonentzugsblutung, auch Abbruchblutung genannt. Die Verhütung einer Schwangerschaft ist während der gesamten vier Wochen gewährleistet. Der Ring kann ohne Wirkungsverminderung innerhalb von 24 Stunden für maximal drei Stunden aus der Scheide entfernt werden, zum Beispiel wenn er beim Geschlechtsverkehr stört.
Die Vaginalringe werden in der Apotheke im Kühlschrank gelagert. Nach der Abgabe können sie bis zu vier Monate bei Zimmertemperatur aufbewahrt werden.

## Vorteile
Der Ring ist für Frauen geeignet, die eine regelmäßige Einnahme der „Pille“ nicht gewährleisten können oder wollen, oder für Frauen, bei denen durch Krankheiten im Magen-Darm-Bereich eine Wirkung der „Pille“ nicht in vollem Umfang gewährleistet ist.
Er ist so sicher wie die „Pille“, weist aber ein geringeres Risiko täglicher Einnahmefehler auf. Er kann nicht so oft vergessen oder zu spät eingenommen werden. Erbrechen und Durchfall beeinträchtigen die Wirkung nicht, allerdings treten die gleichen Wirkverluste durch stoffwechselanregende Medikamente (Antibiotika) wie bei der „Pille“ auf. Der Hormonspiegel im Blut ist geringer und gleichmäßiger als beim Verhütungspflaster oder der „Pille“ (Ethinylestradiolspiegel ca. 20 pg/ml (NuvaRing) vs. etwa 70 pg/ml (Pflaster) und 20–150 pg/ml (Marvelon)). Wie bei anderen hormonellen Verhütungsmethoden fällt die Abbruchblutung oft schwächer oder kürzer aus und Probleme wie PMS, Krämpfe und Übelkeit während der Blutung sind geringer als ohne hormonelle Kontrazeptiva. Darüber hinaus können bis zu drei Ringe ohne Pause nacheinander und somit ohne Periode und Menstruationsbeschwerden angewendet werden.
Der Vaginalring wird von den meisten Frauen nicht oder kaum gespürt. Allerdings kann der Vaginalring von einigen Frauen und Männern beim Geschlechtsverkehr gespürt werden. Er ist nach kurzer Übung leicht einzuführen. Die Abbruchblutung ist stabil und planbar.

## Nachteile
Wie bei allen hormonellen Verhütungsmethoden können beim Verhütungsring unerwünschte Nebenwirkungen auftreten. Häufig sind z. B. Kopfschmerzen, Bauchschmerzen, Unlust auf Sex (verminderte oder gestörte Libido), Übelkeit, Brustspannungen und -verhärtungen, Wassereinlagerungen, Gewichtszunahme, Scheidenentzündungen, Stimmungsschwankungen, Akne und schmerzhafte Regelblutungen. Es kann außerhalb der Abbruchblutung zu Schmier- und Zwischenblutungen kommen. Der Ring kann in wenigen Fällen als unangenehmer Fremdkörper empfunden werden. Beim Geschlechtsverkehr kann er von Mann und Frau als störend empfunden werden, er kann dann für bis zu drei Stunden innerhalb von 24 Stunden entfernt werden. Wochentag und Tageszeit sollen beim Einlegen und Entfernen des Ringes mit Disziplin eingehalten werden. Der feste Sitz des Ringes muss regelmäßig überprüft werden. Frauen mit weiten Scheidenverhältnissen, beispielsweise kurz nach der Geburt, haben ein erhöhtes Risiko, den Vaginalring und damit auch die empfängnisverhütende Wirkung unbemerkt zu verlieren. Er darf nicht während der Stillzeit angewendet werden. Unter Umständen muss der Ring noch vor Ende der Monatsblutung eingesetzt werden. Er kann dann beim achtlosen Herausziehen des Tampons in die Toilette fallen. In seltenen Fällen kann er brechen. Der Ring ist im Vergleich mit Pille und Kondom teurer. Er schützt, wie andere hormonelle Verhütungsmittel, nicht vor sexuell übertragbaren Krankheiten. Er darf nicht über 30 °C und nicht unter 2 °C gelagert werden. Bis zu 4 Monate ab dem Zeitpunkt der Unterbrechung der Kühlkette, das heißt Abgabe durch den Apotheker, kann der NuvaRing eingelegt werden. Dabei ist es unerheblich, ob er im Kühlschrank oder bei Zimmertemperatur (nicht über 30 °C) gelagert wurde.
Da es sich um eine noch recht junge hormonelle Verhütungsmethode handelt, gibt es beim Vaginalring noch nicht so viele Erfahrungen. Man vermutet deswegen dieselben möglichen Nebenwirkungen wie bei der Antibabypille, beispielsweise arterielle und venöse Thrombosen und Thromboembolien, erhöhtes Risiko für Gebärmutterhalskrebs und Brustkrebs oder Pigmentstörungen. Raucherinnen, Diabetikerinnen, Frauen mit Lebererkrankungen oder Störungen der Blutgerinnung, stark Übergewichtige und ältere Frauen sollen die Risiken zusammen mit ihrem Facharzt genau abwägen. Bei der Verwendung sind Wechselwirkungen mit anderen Medikamenten zu beachten.
Eine Verlaufsstudie aus dem Jahre 2012 verglich die Häufigkeit von venösen Thromben zwischen oralen und nicht oralen Verhütungsmethoden. Es zeigte sich, dass Frauen, welche Nuvaring oder ein Verhütungspflaster anwendeten, ein signifikant höheres Risiko für Thromben hatten als Frauen, die reguläre orale Kontrazeptiva einnahmen. Ein Grund für diesen Unterschied könnte die unterschiedliche Verstoffwechselung sein. Während orale Kontrazeptiva nur einmal am Tag aufgenommen und sofort von der Leber verstoffwechselt werden, werden Frauen, die Pflaster oder Nuvaring anwenden, einer kontinuierlichen Östrogendosis unter Ausschaltung der Leberverstoffwechselung ausgesetzt.